# Luiz Gustavo de Almeida Pinto
Luiz Gustavo de Almeida Pinto (Colatina, 10 maart 1993) – beter bekend als Luiz Gustavo – is een Braziliaans professioneel voetballer, die dienstdoet als doelman. In 2012 maakte hij zijn debuut voor Vitória.

## Carrière
Al vroeg in zijn jeugd sloot Luiz Gustavo zich aan bij de jeugdopleiding van Vitória. Bij die club doorliep hij ook de gehele jeugd en in 2010 sloot de toen pas zeventienjarige doelman zich aan bij de eerste selectie. Zijn debuut maakte hij echter pas twee jaar later, toen op 19 mei 2012 met 0-1 gewonnen werd op bezoek bij Grêmio Barueri. Twee maanden later speelde hij opnieuw een wedstrijd in de Série B, de tweede voetbalcompetitie van Brazilië. Op 21 juli werd er namelijk opnieuw met 0-1 gezegevierd, dit keer op bezoek bij Atlético Paranaense. In dit seizoen behaalde Vitória promotie naar de Série A en na die prestatie werd Luiz Gustavo weer derde doelman. In 2014 speelde de doelman nog één wedstrijd en in 2017 werd hij verhuurd aan Atlântico.